# Entenmühle (Gefrees)
Entenmühle ist ein Gemeindeteil der Stadt Gefrees im Landkreis Bayreuth (Oberfranken, Bayern). Entenmühle liegt in der Gemarkung Metzlersreuth.

## Geografie
Der Weiler liegt an der Ölschnitz in deren tief eingeschnittenem Tal. Ein Anliegerweg führt zur Kreisstraße BT 48 bei Lützenreuth (1 km westlich).

## Geschichte
Entenmühle gehörte zur Realgemeinde Metzlersreuth. Gegen Ende des 18. Jahrhunderts bestand Entenmühle aus einem Anwesen. Die Hochgerichtsbarkeit stand dem bayreuthischen Stadtvogteiamt Gefrees zu. Das bayreuthische Kastenamt Gefrees war Grundherr des Mühlengutes.
Von 1797 bis 1810 unterstand Entenmühle dem Justiz- und Kammeramt Gefrees. Infolge des Ersten Gemeindeedikts wurde Entenmühle dem 1812 gebildeten Steuerdistrikt Metzlersreuth und der zugleich entstandenen Ruralgemeinde Metzlersreuth zugewiesen. Im Zuge der Gebietsreform in Bayern wurde Entenmühle am 1. Januar 1973 nach Gefrees eingemeindet.

### Einwohnerentwicklung
| Jahr      | 001812 | 001819 | 001861 | 001871 | 001885 | 001900 | 001925 | 001950 | 001961 | 001970 | 001987 |
| Einwohner | 8      | 9      | 9      | 6      | 7      | 6      | 11     | 18     | 13     | 8      | 8      |
| Häuser    | 2      |        |        |        | 2      | 2      | 3      | 3      | 3      |        | 5      |
| Quelle    | [ 6 ]  | [ 9 ]  | [ 10 ] | [ 11 ] | [ 12 ] | [ 13 ] | [ 14 ] | [ 15 ] | [ 16 ] | [ 17 ] | [ 1 ]  |

## Religion
Entenmühle ist nach St. Johannes der Täufer (Gefrees) gepfarrt und seit der Reformation ist der Ort evangelisch-lutherisch geprägt.